# Maria Maricich
Maria Maricich, ameriška alpska smučarka, * 30. marec 1961, Sun Valley, Idaho, ZDA.
Nastopila je na Olimpijskih igrah 1984, kjer je dosegla devetnajsto mesto v smuku. V svetovnem pokalu je tekmovala pet sezon med letoma 1979 in 1984 ter dosegla eno uvrstitev na stopničke v smuku. V skupnem seštevku svetovnega pokala je bila najvišje na 48. mestu leta 1983, ko je bila tudi dvajseta v smukaškem seštevku.